# 이백유
이백유(李伯由, 1352년/1341년 ~ 1399년 음력 7월 10일)는 고려 말 조선 초의 관리이다. 초명은 재(才)이고, 시호는 양후(良厚)이다. 전주 출신으로, 예조판서를 지냈으며, 1392년 7월 17일에 조선 개국에 참여하여 3등 공신에 녹훈(錄勳)되고 완산군(完山君)에 봉해졌다. 제1차 왕자의 난 직후 체포되어 좌천되었고, 1399년 음력 7월 10일 졸했다. 아들은 이속(李粟), 이자(李粢), 이균(李稛) 등이다.

## 생애

### 고려시대 활동
그의 출생년대는 정확하지 않아 1341년생 설과 1900년판 선원보략에는 원 지정 임진년(1352년)생 설이 있다. 대제학을 지낸 황강(黃崗) 이문정의 손자이고, 검교중추원부사(檢校中樞院副使)로 증 호조판서 완산군에 추증된 이몽(李蒙)의 아들이다. 처음 이름은 재(才)였다가 뒤에 백유로 개명하였다. 태조 이성계의 먼 친척으로 시중을 지낸 이단신의 9대손이 된다. 목은 이색의 문하에서 수학하였다.
1371년(공민왕 20) 문과에 급제하였는데, 이때는 그의 스승 이색이 지공거(知貢擧)로 있었다 한다. 청주사록(淸州司錄)에 임명되었으며, 이후 1374년(공민왕 23) 예문관검열이 되고, 이후 수찬, 공봉(供奉), 통례문지후(通禮門祗候) 등을 역임했다. 1378년(우왕 4) 감찰사규정(監察司 糾正)에 제수되었다가 그는 아버지가 연로하여 벼슬에서 물러나 있었다. 1381년(우왕 7) 낭중(郎中)에 제수되었고, 이후 전교서부령(典校署副令)을 지냈다가 1388년(우왕 14) 전법총랑(典法摠郞)이 되고 좌상시 지제교(左常侍 知製敎)가 되었다. 이성계를 만나게 된 그는 일찍부터 이성계의 지우(知遇)의 대접을 받았다.
1388년(우왕 14)에 현량(賢良)을 천거할 때 형부(刑部)에 발탁되었다. 이후 대제학을 지냈고, 1390년(공양왕 1) 판광주목사로 부임했다가 우산기대부(右散騎大夫) 지제교로 돌아온 뒤, 2개월 후 예조판서가 되었다. 1392년(공양왕 4) 고려가 쇠하여 나라가 어지럽게 되자 역성혁명을 인심과 천심이라 보고 정도전 등과 함께 이성계를 왕으로 추대하였다.

### 조선 건국 이후
1392년의 조선 건국에 참여하여 추충익대개국좌명공신(推忠翊戴開國佐明功臣) 3등에 녹훈되고, 완산군에 봉해졌다. 1394년(태조 3) 성균관대사성에 임명되고 1395년(태조 4) 병조판서를 거쳐 전라도관찰사에 임명되었다가 9월에 판한성부사가 되고 1396년(태조 5)에 자헌대부 예조판서가 되고 그해 부원군으로 진봉되면서 작호가 개정, 완성부원군이 되었다.
1398년(태조 7) 8월 제1차 왕자의 난 당시 그는 정도전의 당여(黨與)로 몰려, 정도전, 남은 등이 살해된 뒤 체포되어 순군옥(巡軍獄)에 투옥됐다가, 외방에 부처되었다. 얼마 뒤 석방되어 되돌아왔다.

### 사후
묘소는 선영하 라고 되어 있는데, 전주부 이남면 이성동 갑좌 근처 임좌인지 아니면 아버지 이몽의 묘소가 있는 전주부 이동면 마전리 자좌 근처 임좌인지는 불확실하다. 불천지위에 제수되었다.
부인 파평윤씨의 묘는 광주군 돌마면 녹수동(鹿水洞) 흑암산(黑岩山) 신좌에 있다.

## 가족 관계
- 아버지 : 이몽(李蒙)
- 어머니 : 전주최씨, 직제학 최용갑(崔龍甲)의 딸
  - 동생 : 이중유(李仲由)
  - 동생 : 이계유(李季由)
- 부인 : 파평윤씨, 진사 윤승렬(尹承烈(의 딸, 기일은 10월 20일
  - 아들 : 이속(李粟)
  - 아들 : 이자(李粢)
  - 아들 : 이균(李稛)
  - 사위 : 박서(朴曙, 밀양인, 현감), 아버지는 판윤 윤림(允林)

## 같이 보기
- 개국공신
- 정도전
- 남은
- 이성계